# Пантијера (Пезаро и Урбино)
Пантијера је насеље у Италији у округу Пезаро и Урбино, региону Марке.
Према процени из 2011. у насељу је живело 101 становника. Насеље се налази на надморској висини од 86 м.